# براد كوكس
براد كوكس (بالإنجليزية: Brad Cox)‏ هو مهندس وعالم حاسوب أمريكي، ولد في 2 مايو 1944.